# Дав-Веллі (Колорадо)
Дав-Веллі (англ. Dove Valley) — переписна місцевість (CDP) в США, в окрузі Арапаго штату Колорадо. Населення — 5640 осіб (2020).

## Географія
Дав-Веллі розташований за координатами 39°34′29″ пн. ш. 104°49′40″ зх. д. / 39.57472° пн. ш. 104.82778° зх. д. (39.574792, -104.827732).  За даними Бюро перепису населення США в 2010 році переписна місцевість мала площу 9,67 км², уся площа — суходіл. В 2017 році площа становила 8,60 км², уся площа — суходіл.

## Демографія
Згідно з переписом 2010 року, у переписній місцевості мешкали 5243 особи в 2262 домогосподарствах у складі 1286 родин. Густота населення становила 542 особи/км².  Було 2421 помешкання (250/км²).
Расовий склад населення:
| - 76,6 % — білих - 6,6 % — азіатів - 6,4 % — чорних або афроамериканців - 0,7 % — корінних американців - 0,1 % — вихідців з тихоокеанських островів - 4,5 % — осіб інших рас |

До двох чи більше рас належало 5,0 %. Частка іспаномовних становила 15,9 % від усіх жителів.
За віковим діапазоном населення розподілялося таким чином: 27,8 % — особи молодші 18 років, 69,5 % — особи у віці 18—64 років, 2,7 % — особи у віці 65 років та старші. Медіана віку мешканця становила 28,9 року. На 100 осіб жіночої статі у переписній місцевості припадало 95,0 чоловіків;  на 100 жінок у віці від 18 років та старших — 90,9 чоловіків також старших 18 років.
Середній дохід на одне домашнє господарство  становив 74 478 доларів США (медіана — 64 416), а середній дохід на одну сім'ю — 76 664 долари (медіана — 70 250). Медіана доходів становила 61 783 долари для чоловіків та 48 420 доларів для жінок. За межею бідності перебувало 9,6 % осіб, у тому числі 14,9 % дітей у віці до 18 років та 11,4 % осіб у віці 65 років та старших.
Цивільне працевлаштоване населення становило 3027 осіб. Основні галузі зайнятості: освіта, охорона здоров'я та соціальна допомога — 22,0 %, науковці, спеціалісти, менеджери — 18,5 %, роздрібна торгівля — 10,2 %, інформація — 8,5 %.